# Carl Garaguly (Tárogatóist)

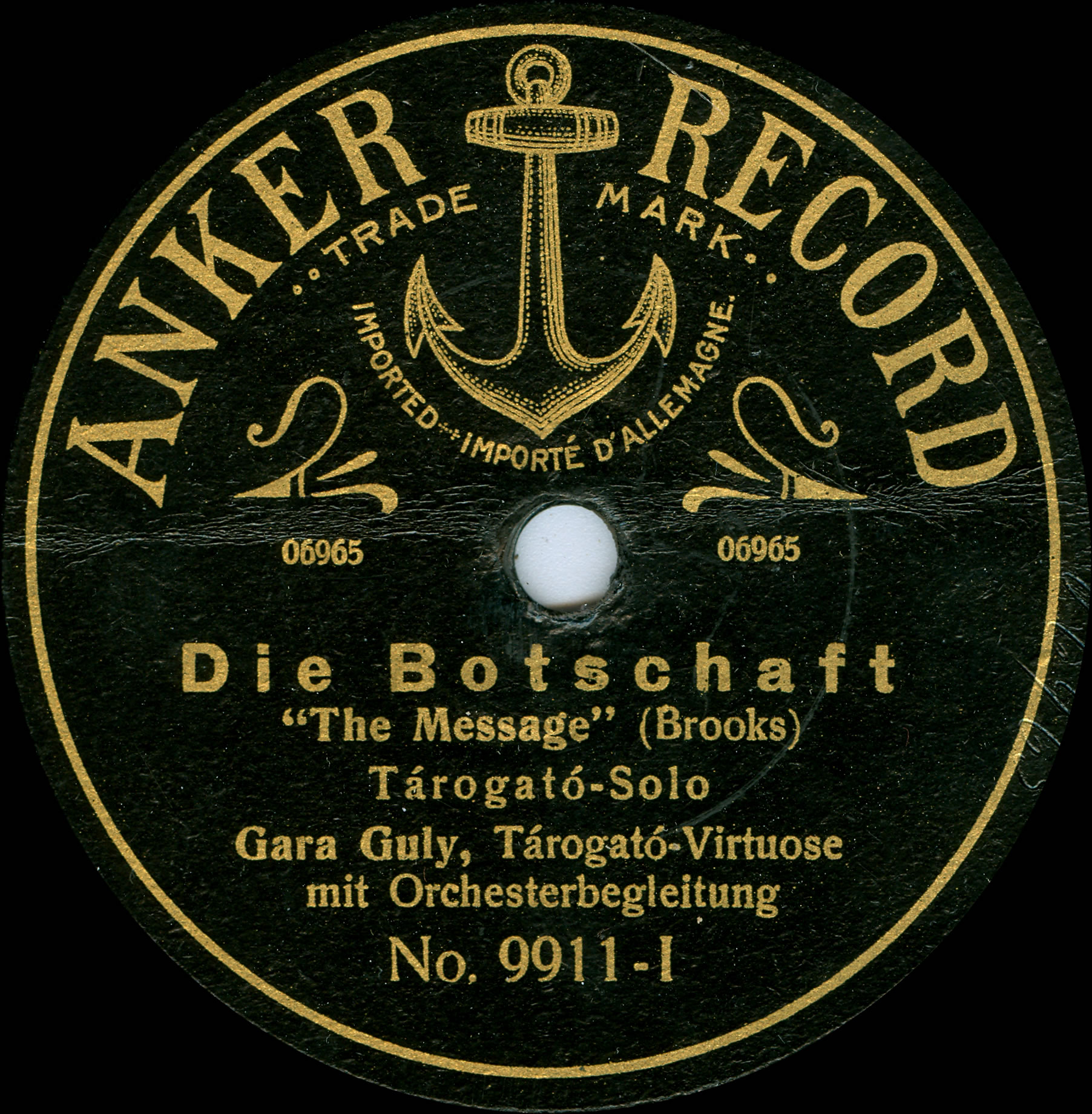
Aufkleber auf einer Schellackplatte der Marke Anker Record von 1915; der Tárogató-Virtuose Gary Guly mit dem Spiel Die Botschaft (The Message) von James Brooks, Solo mit Orchesterbegleitung

Carl Garaguly kurz auch Gara Guly oder Gara-Guly genannt (geboren vor 1909; gestorben nach 1917) war ein Musiker und Tárogató-Künstler.

## Leben
Carl Garaguly war der Vater, Julia, geborene Racz die Mutter des als Wunderkind geltenden Violinisten Karl Gara-Guly. Vater und Sohn traten am 17. Oktober 1909 gemeinsam im österreichischen Schärding auf, wo sie im Hotel Hartmann ein Violinkonzert gaben, bei dem Gara-Guly senior den Zuhörern auch „das in Europa noch unbekannte [...] Taropato“ vorführte.
Anlässlich seines Spiels im Apollo-Theater in Düsseldorf am 29. März 1917 wurde Gara Guly im Programmheft des Theaters als „der einzige ‚Tr̀ogat‘-Virtuose“ vorgestellt.